# Virus: The Breakout Error
Virus: The Breakout Error is een computerspel dat werd ontwikkeld door Matthias Weber Het spel werd in 1988 door Verlag Heinz Heise GmbH/Input 64 uitgebracht voor de Commodore 64. Het Engelstalige spel kan maximaal door één persoon gespeeld worden. Het spel lijkt op Break Out.